# 環北站
24°58′02.2″N 121°13′15.9″E / 24.967278°N 121.221083°E
環北站是桃園捷運機場線的一座車站，位於桃園市中壢區，在老街溪站通車前曾是機場線的南端終點站，未來將與橘線交會轉乘。

## 歷史
中華民國交通部自1989年展開桃園都會區大眾捷運系統的規畫，而為進一步加速台灣各地的捷運建設，1990年12月29日，行政院正式下達台79交39519號函令，指示辦理包括桃園都會區在內的四個省轄都會區大眾捷運系統的規畫作業，桃園都會區大眾捷運系統的各項規畫與建設工作全面啟動。
1993年3月，受行政院命令主責台灣省各省轄都會區大眾捷運系統規畫與建設工作的台灣省政府住宅及都市發展局，歷時兩年餘正式完成「桃園都會區捷運系統規劃」，台灣省政府住宅及都市發展局當時規畫的桃園都會區大眾捷運系統由包括藍線在內的三線所組成，而被稱為B08站的環北站，就是桃園捷運藍線15座車站中的一員。:3-3~3-6:3-26
然而，在原先由台灣省政府辦理的各省轄都會區大眾捷運系統規畫與建設，因1998年台灣省政府功能業務與組織調整，改由交通部轄下的交通部高速鐵路工程局負責後，桃園捷運藍線被更名為「中正國際機場至桃園都會區（含高鐵桃園站聯外）軌道系統」，於2003年9月9日在行政院的核復下併入桃園機場捷運辦理。
原先被稱為B08站的環北路口站:1-7，則改為桃園機場捷運中的A21站:3-26，於2007年12月12日動工、2008年9月22日定名為「環北站」:2-1，並於2017年3月2日隨桃園機場捷運的通車完工啟用。

## 車站概要
本站車站編號為A21，桃園捷運公司宣佈由2018年3月1日起部份直達車增停此站。未來，桃園捷運橘線O09站也將與環北站交會轉乘。

## 車站構造

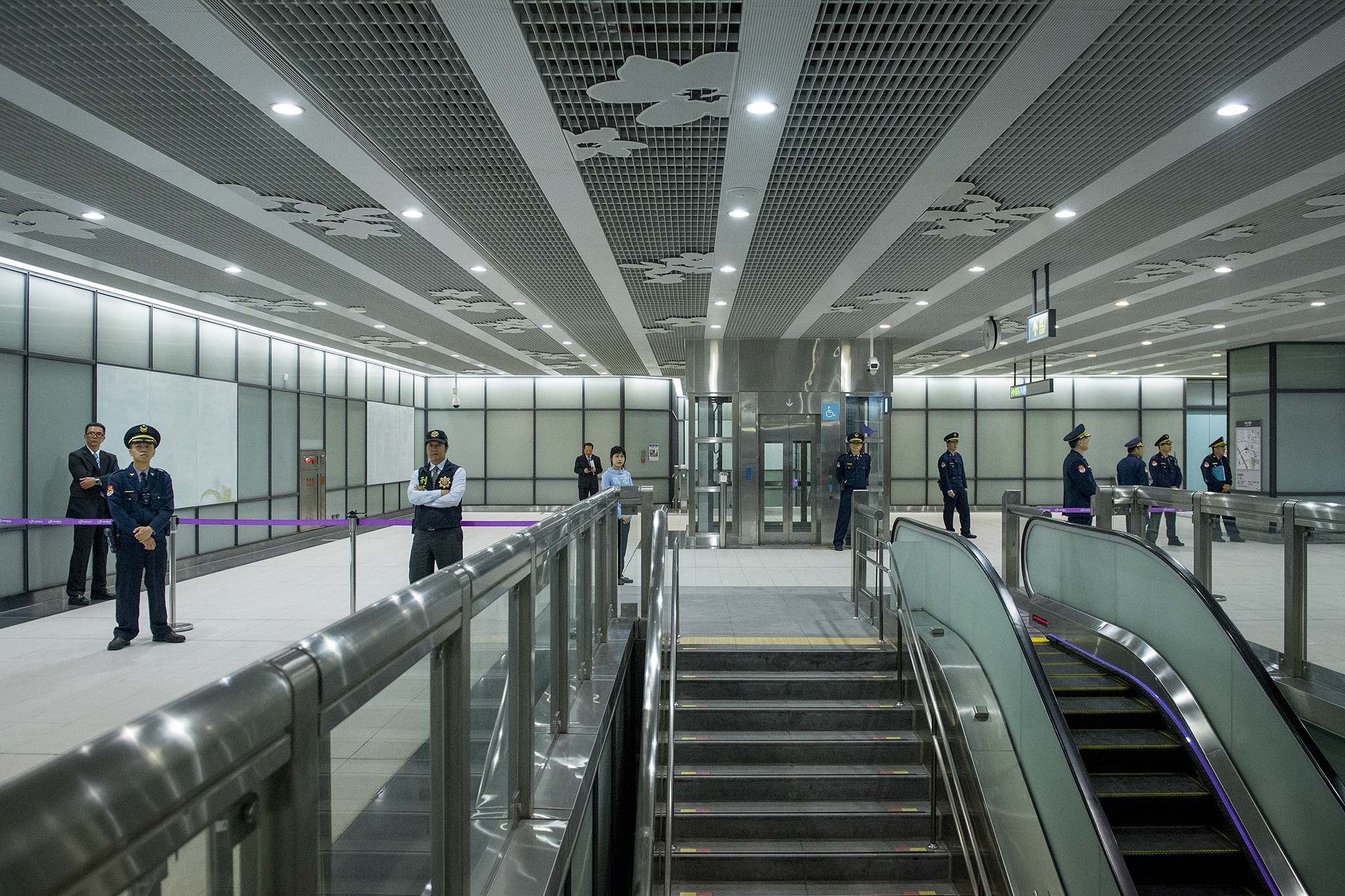
環北站大廳

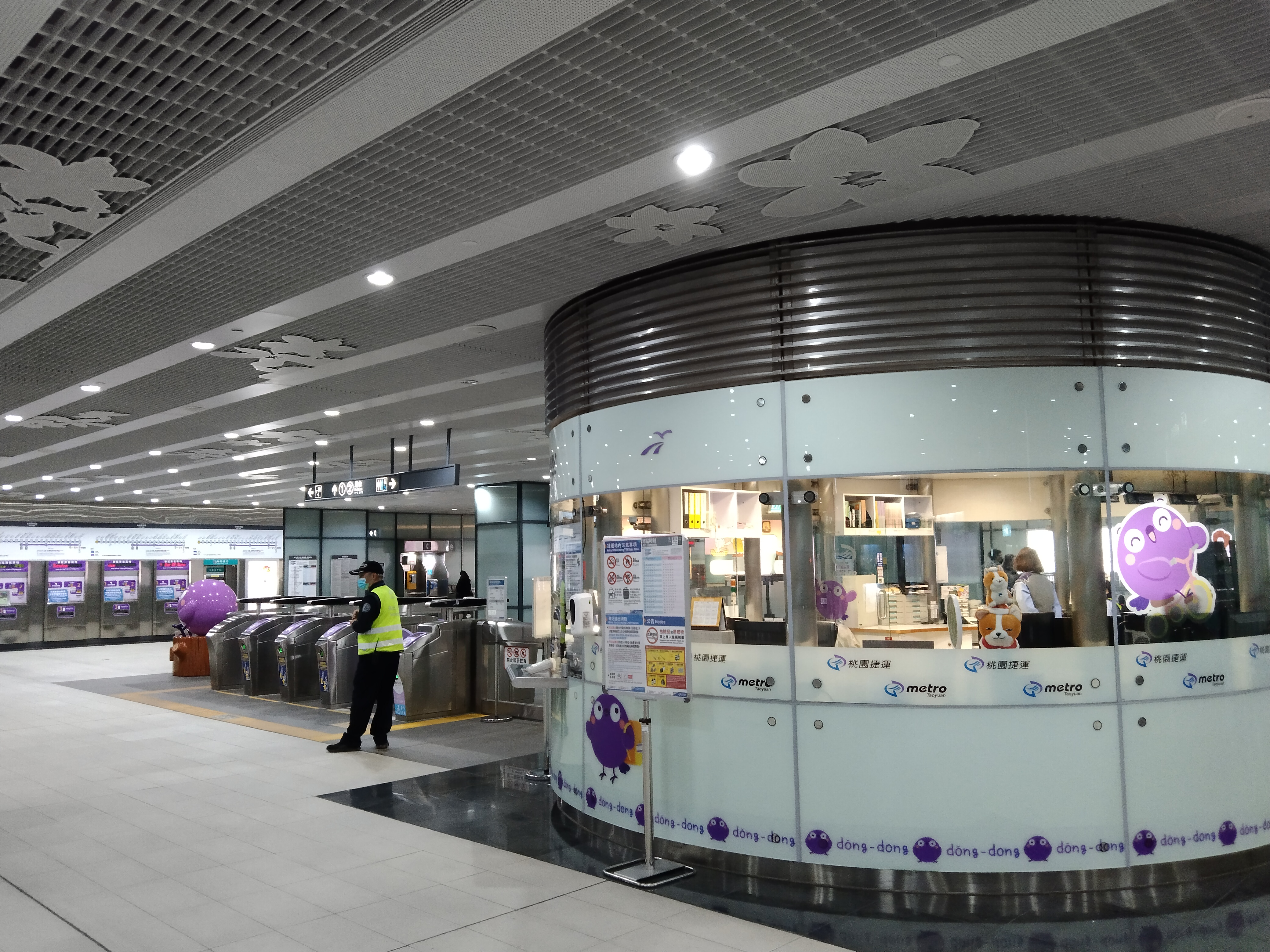
穿堂層

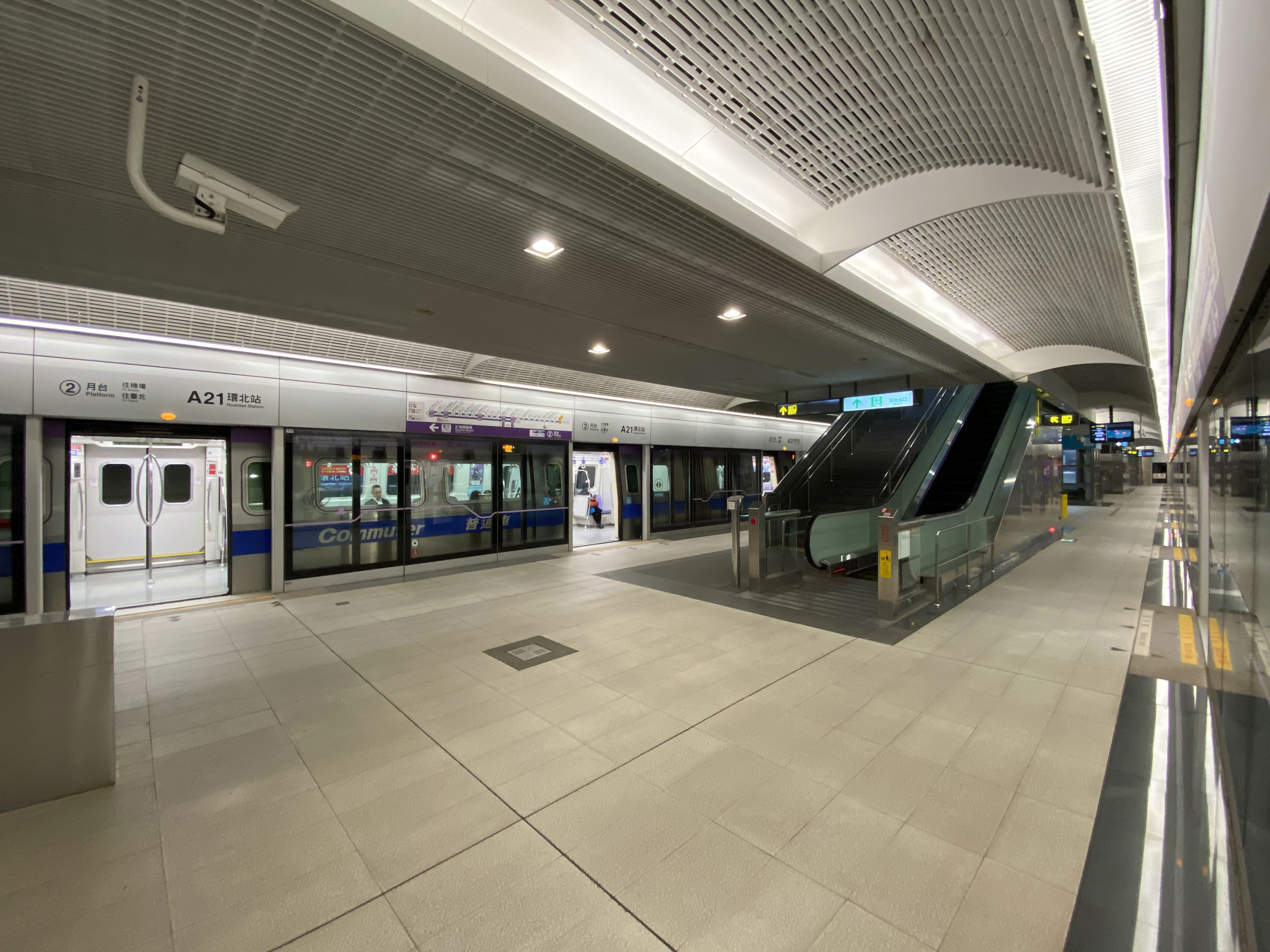
環北站月台

位於環北站出入口的公共裝置藝術

本站為一座地下二層的車站。設有一座島式月台，並設有全罩式月台門。
站體長約182公尺，內部設有一座寬達16.4公尺的島式月台。

### 車站樓層
| G         | 地面                                           | 1號出口（位於中豐北路一段與環北路交叉口西北面）                                                                    |
| B1        | 穿堂層                                         | 電扶梯、電梯及樓梯往出入口                                                                                         |
| B1        | 穿堂層                                         | 驗票閘門、車站詢問處、自動售票機、公共電話                                                                         |
| B1        | 穿堂層                                         | 廁所、商店 |
| B1        | 穿堂層                                         | 電扶梯、電梯及樓梯往月台層                                                                                         |
| B2 月台層 | ①號月台                                        | 機場線環北直達車 往台北方向（高鐵桃園站）→ ← 機場線普通車終點站方向（老街溪站） 機場線普通車 往台北方向（興南站）→ |
| B2 月台層 | 島式月台，普通車左/右側開門，直達車左側開門 :4 | |
| B2 月台層 | ②號月台                                        | ← 機場線普通車終點站方向（老街溪站） 機場線普通車 往台北方向（興南站）→                                            |

※平時僅開放二月台提供載客服務，採單線雙向行駛（因為本站與老街溪站之間無橫渡線），因應尖峰時段增停班次（晨峰、昏峰直達車增停A18、A21），會在另一側月台作為尖峰時段增停直達車（環北直達車）專用月台，反之亦然。
※未來待中壢延伸段（A22 老街溪 － A23 中壢車站）通車後一月台將變更成南下月台往A23 中壢車站，同時一月台開門方向會變成左側。

### 車站出口
| 出入口                             | 圖片 | 位置                               |
| ---------------------------------- | ---- | ---------------------------------- |
| 單一出入口 · 設有電梯 · 設有手扶梯 |      | 中豐北路一段與環北路交叉口之西北面 |
| 註： 設有電梯 \| 設有手扶梯        |      |                                    |

## 利用狀況
| 年   | 1日平均 | 1日平均 | 1日平均 |
| 年   | 上車    | 來源    |         |
| ---- | ------- | ------- | ------- |
| 2017 | 1,745   | [ 19 ]  |         |
| 2018 | 1,955   | [ 19 ]  |         |

## 車站周邊
環北站附近有許多景點、公共設施、政府機關，包括老街溪、太平洋崇光百貨中壢店、中壢觀光夜市、古華花園飯店、光明公園、國立中壢高商、桃園市中壢區興國國民小學、中壢區公所、桃園市政府青年事務局等。此外興南國中將於2026年遷校至此，並改名為環北國中。
- 桃園市公共自行車租賃系統 捷運環北站(A21)

### 公車資訊

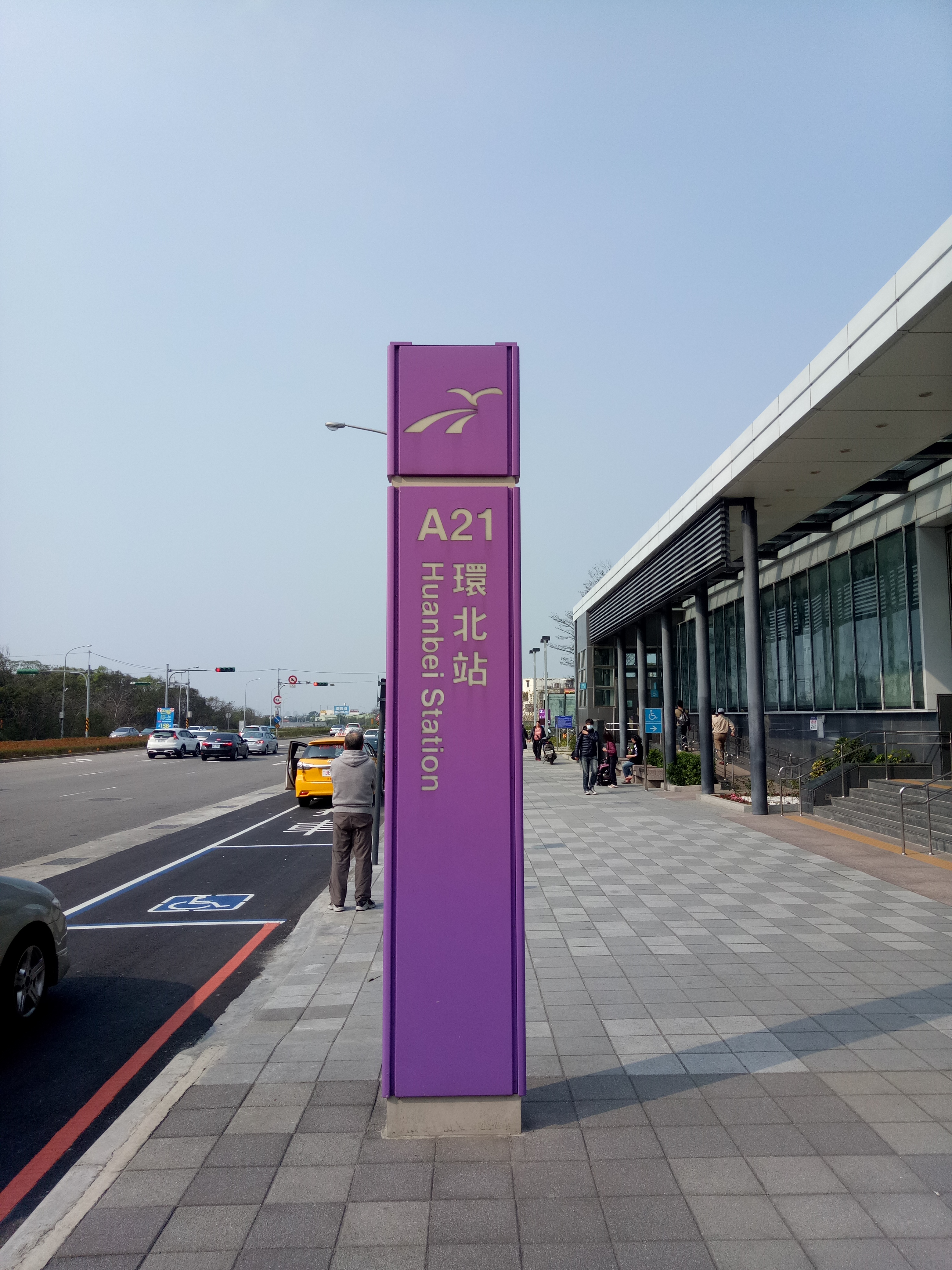
環北站站名立牌

環北站有11條公車路線與其連接，而為了應對預計的龐大轉乘人潮，交通部高速鐵路工程局也於環北站的出口處興建設有候車亭二座、可停靠六席公車的公車環場接駁轉乘站－環北轉運站。
| 編號  | 經營業者 | 區間                         | 備註                                     |
| ----- | -------- | ---------------------------- | ---------------------------------------- |
| 1A    | 桃園客運 | 中壢－中壢高中－桃園         |                                          |
| 135   | 桃園客運 | 中壢－內壢高中               |                                          |
| 229   | 桃園客運 | 外環紅線                     | 原L201，停靠「中豐北路口」站牌           |
| 230   | 桃園客運 | 外環藍線                     | 原L202，停靠「中豐北路口」站牌           |
| 5623  | 亞通客運 | 楊梅－捷運環北站             |                                          |
| 5623B | 亞通客運 | 楊梅－捷運環北站（經中豐路） |                                          |
| L206  | 勁揚通運 | 大崙橘線                     | 中壢區免費公車(環北路「中豐北路口」站牌) |
| L206A | 勁揚通運 | 大崙橘線                     | 中壢區免費公車(環北路「中豐北路口」站牌) |
| L207  | 勁揚通運 | 大崙紫線                     | 中壢區免費公車(環北路「中豐北路口」站牌) |
| L207A | 勁揚通運 | 大崙紫線                     | 中壢區免費公車(環北路「中豐北路口」站牌) |

## 外部連結
- 高鐵局捷運工程處施工資訊平台：CU03施工標
- A21車站周邊土地開發計畫 （页面存档备份，存于）
- A21車站周邊土地開發計畫(再公展版)[永久]
- 桃園捷運 環北站
- 桃園大眾捷運股份有限公司->乘車指南->路網圖（繁體中文）